# Restaurant na konci vesmíru
Restaurant na konci vesmíru je v pořadí druhou knihou ze satirické sci-fi „trilogie v pěti dílech“ Stopařův průvodce Galaxií od britského autora Douglase Adamse.
V tomto pokračování Zafod po své zkušenosti s Vírem totální perspektivy poručí počítači Srdce ze zlata, aby ho společně s Arthurem, Fordem a Trillian dopravil někam, kde by se mohli najíst. Ocitnou se tak v Milliwayově Restaurantu na konci vesmíru. Později kvůli nedokončenému teleportovacímu zařízení je čtveřice rozdělena. Trillian a Zafod se vydávají hledat muže, který vládne vesmíru, zatímco Arthur a Ford se stanou svědky založení lidské rasy na Zemi.

### Vydání
- ADAMS, Douglas. Stopařův průvodce po Galaxii ; Restaurant na konci vesmíru. Překlad Jana Hollanová; obálka a grafická úprava Skalník Joska. Praha: Odeon, 1991. 298 s. ISBN 80-207-0229-6.
- ADAMS, Douglas. Restaurant na konci vesmíru. Překlad Jana Hollanová. Praha: Hynek, 1999. 202 s. ISBN 80-86202-43-7.
- ADAMS, Douglas. Stopařův průvodce Galaxií. Restaurant na konci vesmíru. Redakce Ivo Železný, Lumír Mikulka, Milan Dorazil; překlad Jana Hollanová; obálka a grafická úprava Pavel Růt; sazba Pavel Růt. 3. vyd. Praha: Argo, 2002. 163 s. ISBN 80-7203-439-1.
- ADAMS, Douglas. Stopařův průvodce Galaxií. Restaurant na konci vesmíru. Překlad Jana Hollanová; obálka a grafická úprava Pavel Růt. 4. vyd. Praha: Argo, 2006. 164 s. ISBN 978-80-257-0036-5.
- ADAMS, Douglas. Stopařův průvodce Galaxií 2. Restaurant na konci vesmíru. Překlad Jana Hollanová; ilustrace Dan Černý. Praha: Argo, 2015. 254 s. ISBN 978-80-257-1657-1.